# NGC 1485
NGC 1485 é uma galáxia espiral (Sb) localizada na direcção da constelação de Camelopardalis. Possui uma declinação de +70° 59' 48" e uma ascensão recta de 4 horas, 05 minutos e 03,4 segundos.
A galáxia NGC 1485 foi descoberta em 24 de Fevereiro de 1886 por Lewis A. Swift.